# Monrose (acteur)
Pour les articles homonymes, voir Monrose.
Claude-Louis-Séraphin Barizain dit Monrose, né le 6 décembre 1783 à Besançon et mort le 20 avril 1843 à Montmartre, est un acteur français.

## Biographie
Né de parents comédiens ambulants, son père était chanteur, sa sœur jouait les ingénues, et une de ses tantes les premiers rôles du drame et de l’opéra. Il a très tôt abandonné Le collège de Chartres, où l’on l’avait mis pour faire ses études, pour monter à Paris et entrer au théâtre des Jeunes-Artistes de la rue de Bondy, où il a fait ses premières armes, le 12 ventôse an VII (2 mars 1799), dans le rôle de Montmort dans l’Enfant de l’amour, avant d’intégrer, en 1804, le théâtre Montansier, auprès de Brunet et de Tiercelin.
En 1813, le directeur du théâtre de Bordeaux l’ayant engagé pour tenir son rôle de valet dans toutes les pièces du répertoire français, il a quitté la troupe de mademoiselle Raucourt, où il jouait depuis sept ans, pour faire une tournée dans les grandes villes françaises : Bordeaux, Nantes, Lyon, mais également l’Italie.
Rentré à Paris, il a fait, le 11 mai 1815, ses débuts de pensionnaire à la Comédie-Française, qui l’a promptement reçu sociétaire en 1816, contrairement à la coutume, qui voulait qu’un acteur débutant fasse d’abord un assez long surnumérariat avant de devenir sociétaire. Cependant, il a été victime d’une intrigue de coulisses de la part de deux acteurs depuis longtemps en possession de l’emploi des comiques qui, se prévalant de leur ancienneté, voulaient en conserver la propriété exclusive. Comme il avait débuté durant les Cent-Jours, les gentilshommes de la Chambre que la Seconde Restauration avait remis dans leurs fonctions, soucieux de restaurer la primauté de la naissance sur le talent, ont refusé de valider une réception prononcée durant leur absence en l’obligeant à faire de nouveaux débuts, avant de lui accorder définitivement le titre de sociétaire, le 1er avril 1817.
Cantonné par ses deux rivaux à des rôles ingrats, il s’y est produit avec tant d’avantage que le public a pris son parti, l’applaudissant avec tant de chaleur, qu’ils ont fini par rabattre de leurs prétentions exclusives, en se prêtant à un arrangement le laissant libre de jouer, à son tour, les rôles de valets fourbes et fripons, où il avait débuté avec le plus de succès, tels que le Crispin du Légataire universel de Regnard, celui des Folies amoureuses également de Regnard, le Scapin des Fourberies, le Labranche du Crispin rival, le Cliton du Menteur, le Sganarelle du Festin de Pierre, le Figaro du Barbier de Séville, et autres personnages comiques, que l’empressement des auteurs à employer le talent d’un acteur si généralement apprécié du public.
Monrose, qui s’était donné corps et âme à un métier qu’il adorait, a connu une brillante carrière, toute de succès, mais autant l’excellent Comédien-Français, le fin, léger, railleur et incomparable valet des répertoires de Marivaux, de Molière et de Beaumarchais montrait de gaité sur la scène, autant l’homme était dépressif à la ville. Soigné avec quelque succès pendant près de 20 ans, par les bons soins de son ami, le docteur Louyer-Villermay, outre la tristesse qu’il avait de ne pouvoir faire entrer aucun de ses enfants à la Comédie-Française, dont il était devenu le doyen, la mort de sa femme l’ont plongé dans une dépression profonde.
Ayant quitté la Comédie-Française, en 1842, son talent ne s’était pas démenti  une seule fois, en 28 ans. Même quand sa santé chancelante paraissait devoir lui interdire toute espèce de fatigue, il recouvrait, par intervalles, assez de force pour jouer, avec une supériorité incontestable, les rôles les plus longs et les plus difficiles. Or il est allé, un jour, jouer au pied levé, un de ses rôles favoris à Rouen, avec une ancienne actrice du Théâtre-Français, mademoiselle Verneuil. En pleine représentation, son esprit défaillant lui a fait débiter prose et vers enchevêtrés débités sans suite au grand étonnement du parterre, qui a commencé à s'impatienter, avant de se fâcher. Il a dû quitter à jamais la scène, sous les huées du public, qui le croyait en état d’ébriété.
Conduit directement à la clinique du célèbre docteur Blanche, d’où il ne devait plus sortir qu’une seule fois, le 7 janvier 1843, pour reparaitre, à demi-guéri, à une représentation de retraite à son bénéfice, à la Comédie Française, dans le Barbier de Séville, devant une salle frissonnante. Le Dr Blanche, qui veillait dans la coulisse, prêt à intervenir à la moindre défaillance, a repris possession de son malade aussitôt la dernière réplique pour le ramener immédiatement à Montmartre, dont il ne devait sortir que mort.
Au physique, de taille petite, malingre, les traits de son visage auraient même paru disgracieux s’il n’avait su les animer par un jeu plein d’esprit et de verve. Quoiqu’il sût, à force d’art, jouer la naïveté et même la bonhomie, il était facile de sentir que ces deux qualités n’étaient pas les attributs naturels de son talent. C’était par une intelligence vive et prompte, par une succession rapide d’intentions comiques, par une foule de traits saillants, incisifs et inattendus, qu’il étonnait et charmait ses auditeurs. Du reste, connaissant le public et tous les moyens de s’en faire applaudir, il était, au théâtre, leste, souple, adroit, audacieux, imperturbable.
Il a laissé un fils de son nom, Antoine-Martial Louis Barizain, qui a joué aussi la comédie, avec le même emploi que son père, qu’il rappelait souvent, avant de succéder à Joseph-Isidore Samson au Conservatoire de Paris en 1866.